# Fiat 413
Le Fiat 413 Viberti Monotral CV61 est un autobus urbain à deux étages, atypique pour l'Italie, produit par le constructeur italien Fiat Bus en association avec la carrosserie industrielle Viberti en 1961 pour la célébration du 100e anniversaire de l'unité italienne.
C'est la première fois qu'une telle configuration voit le jour en autobus urbain en Italie. Lancia avait réalisé en 1927 une version de son fameux Lancia Omicron à deux étages pour les transports sur des longues distances.
Ce véhicule a été conçu sur commande de la société des transports urbains de Turin "ATM Torino". Il donnera l'occasion à Fiat de se faire remarquer au Brésil et la société des transports en commun de Buenos Aires passa commande de 70 exemplaires Fiat 412.
Le véhicule a été mis au point en 1960 et commercialisé en 1961. Ce sera le premier autobus urbain à deux étages produit en série en Italie.
Il a été créé spécialement pour cette occasion et l'ATM de Turin conservera les 12 exemplaires en service régulier sur la ligne 64 jusqu'en 1977. Ils seront ensuite utilisés pour assurer le transport des ouvriers turinois vers les usines situées à la périphérie de la capitale piémontaise jusqu'en 1985. L'exemplaire photographié porte le numéro 2002. C'est un véhicule restauré appartenant à l'"Association Turinoise des Trams Historiques".
Les 12 Fiat 413 Viberti, ne recevront que la carrosserie en acier Viberti Monotral réalisée à Turin qui inaugure, en première mondiale, le plancher surbaissé.
Le Fiat 413 Viberti était équipé du moteur Fiat 203.0/156 horizontal de 10.676 cm3 développant 176 ch à 1900 tours par minute placé transversalement à l'arrière, disposition qui deviendra la règle dans tous les autobus urbains de tous les constructeurs à partir de 1976. La boîte de vitesses était une Fiat Magneti-Marelli semi-automatique identique à celle du Fiat 410.
La capacité totale du véhicule était de 139 passagers dont au niveau bas : 20 places assises + 70 debout et à l'étage : 47 places assises.